# Infanticidio nella cultura araba preislamica
Il sacrificio umano nella cultura araba preislamica (in arabo ﻭﺍﺩ ﺍﻟﺒﻨﺎﺕ‎?, waʾd al-banāt, ossia "seppellimento delle figlie") è stata una pratica sacrificale umana, diffusa, anche se non generalizzata, nell'ambiente arabo peninsulare preislamico, cui l'Islam pose drasticamente fine.
Essa prevedeva che un padre seppellisse viva una propria figlia finché non fosse sopraggiunta la morte. Non si conoscono le motivazioni di questo rito, ma gli studiosi hanno formulato diverse ipotesi, basandosi sui costumi e la mentalità delle popolazioni nomadi e guerresche che popolavano la penisola. Si è attribuito l'infanticidio rituale:
- alla volontà di operare un controllo delle nascite: in questo senso la pratica somiglierebbe all'esposizione dei neonati, tipica della Civiltà greca e romana, dove si eliminavano le figlie femmine[1] ad eccezione della primogenita[2][3]. Occorre ricordare che nelle tribù nomadi della penisola arabica le femmine erano potenziali "prede" delle razzie nemiche: a differenza dei figli maschi che potevano al massimo venire uccisi, le figlie femmine potevano essere rapite e fatte diventare concubine, generando così dei figli che sarebbero appartenuti alle tribù nemiche[4];
- alla necessità di far fronte a una carestia[5];
- alla volontà di eliminare la figlia femmina in quanto fonte potenziale di disonore per la famiglia[6];
- alla volontà di eliminare una figlia illegittima, cioè il frutto di un adulterio.

Le informazioni di provenienza islamica sono del tutto inutilizzabili, probabilmente perché redatte in forma scritta in un'epoca ormai lontana dal fenomeno narrato o perché animate dall'intenzione di provocare una reazione fortemente negativa nel lettore musulmano, nella descrizione di fenomeni tipici di un'età non solo di "Ignoranza" del messaggio coranico di salvezza ma anche di obbrobriosa barbarie.
Il fatto, ad esempio, che Hisham ibn al-Kalbi si limiti a parlare di pratica "ignominiosa", ci testimonia certamente un preciso atteggiamento morale espresso unanimemente dalla cultura islamica, ma tace in modo assolutamente insoddisfacente qualsiasi motivazione retrostante. Resta ad esempio senza alcuna risposta l'episodio che vede protagonista il capo dei Banū Muqāʿis, Qays b. ʿĀṣim al-Minqarī, detto Sayyid Ahl al-wabar, "Signore della gente del deserto" (ossia i beduini) che raccontò, piangendo, al Profeta musulmano Maometto la sua "necessità" di sopprimere per seppellimento la figlioletta, ormai abbastanza grande tanto da saper parlare, mentre costei rivolgeva al padre accorati appelli sul suo averla sepolta (evidentemente non interamente, ma in modo da rendere impossibile liberarsi da quella costrizione) affinché non la seppellisse viva. Appello, occorre dire, caduto nel vuoto.
L'episodio sembra dunque dettato da qualche insopprimibile necessità religiosa, in grado di far superare perfino le pur forti remore dovute ai naturali affetti parentali.
Il waʾd al-banāt, in definitiva, sembra quindi riferibile a quei "sacrifici cultuali" che Angelo Brelich inserisce nelle cosiddette "uccisioni rituali".